# Pandémie de Covid-19 aux Comores
Pour la pandémie à l'île de Mayotte, voir Pandémie de Covid-19 à Mayotte.
La pandémie de Covid-19 survient aux Comores lorsque le premier cas est détecté officiellement le 30 avril 2020, ce qui en fait l'un des derniers pays en date officiellement infectés, avec le Lesotho. Ce premier cas est annoncé par le président Azali Assoumani, lors d'une allocution télévisée ce même jour, dans un contexte d'épidémie de dengue particulièrement virulente.
Cependant, de fortes suspicions de cas avaient été remarquées à la mi-mars, du fait de la présence de pneumopathies, mais aucun n'avait pu être confirmé en raison de l'absence de tests dans le pays jusqu'à la semaine du 30 mars. Ainsi, le virus était probablement présent bien avant la date du 30 avril.
En mai 2020, le nombre de cas confirmés est de 3 et aucun décès n'est à déplorer officiellement, bien que deux décès dus au Covid-19 soient suspectés : le père de Soprano, et l'homme politique Mouzawar Abdallah, mais pour ce dernier, le doute est encore plus grand. Certains comoriens et mahorés affirment que le président Azali Assoumani aurait menti sur le nombre de cas de la Covid-19 qui était présent beaucoup plus tôt dans les territoires comoriens.

## Mesures
Avant la détection du premier cas, et dès la mi-février, certains voyageurs ont été placés en quatorzaine dès leur entrée sur le territoire et de nombreuses écoles et mosquées ont fermé préventivement leurs portes.
Depuis le 23 avril, date de début du Ramadan, un couvre-feu a été mis en place de 20 h à 5 h du matin, mais, à l'instar d'autres pays d'Afrique, aucun confinement n'a été envisagé au regard de la précarité et pauvreté de nombreux habitants, vivant de travaux informels qui leur sont pourtant nécessaires pour vivre, sans quoi le pays connaîtrait, selon le président Azali Assoumani, un "drame social et économique".

### Non-respect des mesures et des gestes barrières
Les transgressions sont nombreuses et les sanctions peu fréquentes. Durant le Ramadan, de nombreux fidèles continuent à fréquenter impunément les mosquées, malgré l'interdiction, et les enterrements ont une assistance dépassant largement le plafond de 20 personnes autorisées par les autorités. La population est mal informée et beaucoup se persuadent que le virus n'est pas présent sur le territoire et ne risquait pas de l'être, les gestes barrières, en conséquence, sont souvent peu respectés et même moqués.[réf. nécessaire]

## Chronologie

### Jusqu'au 15 avril 2020
À la date du 1er avril, aucun cas n'a été recensé officiellement aux Comores. Cependant ni le Center for Systems Science and Engineering (CSSE) de l'université Johns-Hopkins, ni l'Organisation mondiale de la santé, ne semblaient en mesure de le confirmer.
Dans la presse locale, le Dr Saïd Ali Petit a fait état de malades dont les symptômes semblaient très proches du Covid-19, et de l'absence de moyens pour l'établir, dès le 10 avril. Le directeur général de la santé de l'union des Comores, le Dr Aboubacar Said Anli, n'a toutefois pas confirmé ces informations. Par ailleurs, les deux institutions censées assurer la surveillance épidémiologique régionale, le Réseau Sega One Health de la Commission de l'océan Indien, et le « dispositif de recherche et d'enseignement en partenariat (dP) » du réseau de recherche régional One Health Océan Indien (One Health OI), n'avaient à ce stade produit aucun signalement.

### Jusqu'au 30 avril
À Mayotte (toujours considérée « sous domination coloniale » par l'Union africaine et l'ONU), le 15 avril, un ressortissant franco-comorien rapatrié de Moroni est testé positif au Covid-19, bien qu'aucun cas officiel ne soit à cette date déclaré dans l'union des Comores. Les autorités françaises de Mayotte décident alors d'interdire toute activité nautique, y compris la pêche dans le lagon, et de surveiller les arrivées nocturnes de kwassa-kwassa.
Le 16 avril, la nouvelle directrice de l'Agence régionale de santé de Mayotte, Dominique Voynet, déclare sur Mayotte 1re qu'il y a « de nombreux cas de Coronavirus aux Comores » et que le grand Mufti des Comores Saïd Toihir en est décédé le 8 avril. Pour sa part, le gouvernement comorien « s'insurge contre l'insistance inexpliquée de certaines autorités françaises [...] à annoncer des cas supposés de la pandémie » dans les îles, mais appelle la directrice de l'ARS à « nous unir, ensemble, pour combattre cette crise sanitaire sans précédent ». D'autres cas sont signalés par la presse, les jours suivants.
L'OMS s'est chargée, dès le 17 avril, d'acheminer une aide médicale et de fournir des possibilités de diagnostic du Covid-19 sur place. Un équipement permettant des tests PCR est arrivé sur l'archipel le 22 avril.
Le 20 avril, le rappeur Cheikh Mc est arrêté par la gendarmerie comorienne après avoir annoncé sur une vidéo que son épouse était atteinte du Covid-19.

### Après le 30 avril: premiers cas officiels
Un premier cas de Covid-19 a été identifié aux Comores, le 30 avril, à l’hôpital El-Maarouf, puis deux autres cas le 2 mai, toujours en Grande Comore. Le premier décès a été enregistré le 4 mai.
Dans une lettre ouverte du 2 mai, le responsable de la cellule Mayotte de Santé publique France, le Dr Youssouf Hassani, fait état des éléments indiquant que l’épidémie est bien plus importante qu'annoncée, aux Comores, et aurait débuté au moins entre le 21 mars et le 6 avril. Il appelle « la population [à] continuer à appliquer les mesures de prévention » et « les autorités [à] rapidement mettre en place une stratégie de dépistage des cas suspects et des moyens d’investigation efficaces ».

### Du 17 mai au jeudi 21 mai 2020
(d'après les infos de Beit-Salam et du groupe ADC)
L'état comorien ont affrété un appareil Air Tanzania pour rapatrier les comoriens bloqués à Dar es Salam, en Tanzanie.
Un avion de Kenya Airways a fait de même pour les Comoriens bloqués à Nairobi, au Kenya. D'après les autorités sanitaires comoriennes, certains personnes ont le coronavirus. Le jeudi 21 mai, un Boeing 787 d'Ethiad rapatrie les comoriens bloqués à Dubaï, en EAU.

### Mai 2020
En mai il y avait 105 cas confirmés dont deux décès.

### Juin 2020
En juin il y avait 197 cas confirmés été cinq décès, portant le nombre total de cas confirmés dès le début à 303 dont sept décès.

### Juillet 2020
En juillet il y avait 83 cas confirmés, portant le nombre total à 386 dont sept décès.

### Août 2020
En août il y avait 37 cas confirmés, portant le nombre total à 423 dont sept décès.

### Septembre 2020
En septembre il y avait 55 cas confirmés, portant le nombre total à 478 dont sept décès.

### Octobre 2020
En octobre il y avait 67 cas confirmés, portant le nombre total à 545 dont sept décès.

### Novembre 2020
En novembre il y avait 66 cas confirmés, portant le nombre cumulé à 611 dont sept décès.

### Décembre 2020
En décembre il y avait 212 cas confirmés et trois décès, portant le nombre de cas à 823 dont dix décès.

### 2021
Il y avait 5 865 nouveaux cas et 147 décès en 2021, portant le nombre de cas à 6 688 dont 157 décès.

### 2022
Il y avait 2 294 nouveaux cas et 4 décès en 2022, portant le nombre de cas à 8 982 dont 161 décès.

### 2023
Il y avait 127 nouveaux cas en 2023, portant le nombre de cas à 9 109 dont 161 décès.

## Statistiques

Nombre de cas aux Comores depuis le début de l'épidémie.

Nombre de morts aux Comores depuis le début de l'épidémie.

## Don de l'État malgache à l'union des Comores du Covid-Organics
Le 12 mai[Quand ?], sous l'organisation du groupe Telma et de Beit-Salam, les Comores reçoivent un lot de CVO de Madagascar, une occasion pour Azali Assoumani et Andry Rajoelina de ressouder les liens Comores-Madagascar.[réf. nécessaire]